# Polizeiruf 110: Der Preis der Freiheit
Der Preis der Freiheit ist ein Fernsehfilm aus der Krimireihe Polizeiruf 110. Die 356. Folge innerhalb der Filmreihe Polizeiruf 110 wurde am 17. April 2016 erstgesendet. Olga Lenski ermittelt in ihrem zehnten Fall, den sie zum zweiten Mal in Polen mit ihrem neuen Kollegen und Teampartner Adam Raczek (Lucas Gregorowicz) zusammen löst.

## Handlung
Kurz vor der deutsch-polnischen Grenze verunglückt ein Streifenwagen der Polizei bei der Verfolgung eines Geländewagens. Die junge Krakauer Polizistin Katarzyna Ludwinek stirbt und der verfolgte Anton Shevshenko flüchtet zu Fuß weiter.
Adam Raczek und Olga Lenski nehmen sich des Falles an. Lenski ist verwundert, dass die junge Hospitantin allein am Steuer saß und ihr Begleiter, Polizeikommissar Udo Lehde, nicht dabei war. Dieser erklärt, dass Ludwinek einfach losgefahren sei, als sie den flüchtigen Wagen bemerkte und ihn am Waldrand zurückließ. Erste Hinweise führen Lenski und Raczek zu einem Autoschieberring, der von dem Ukrainer Vitali Doroshenko angeführt wird und für den der flüchtige Anton Shevshenko arbeitet. Zudem gibt es Hinweise, dass polnische Polizisten mit in diesem Ring verstrickt sind. Insbesondere gegen Polizeikommissar Udo Lehde verdichten sich Indizien, dass er korrupt ist.
Anton Shevshenko hat inzwischen auf dem Hof von Annemarie Piatkowski Unterschlupf gefunden. Da dieser Hof sehr abgelegen und an der Fluchtroute liegt, kommt Raczek auf die Idee, ihn dort zu suchen, doch er kommt zu spät. Shevshenko hatte den Kommissar bemerkt und war geflohen. Bei seiner Flucht gerät er der Bürgerwehr der Region in die Hände, die ihn nun gefangen hält. Lenski und Raczek kommen dahinter und befreien den Mann. Im Polizeirevier wird er über den Ablauf des Unfalls befragt und er gibt an, dass er nicht willkürlich und abrupt gebremst hatte, sondern dass ihn ein grünes Licht geblendet hatte. Die Erklärung dafür finden die Ermittler bei Piatkowskis Sohn. Lutz Piatkowski hatte ihn des Nachts mit auf seine „Streife“ genommen und er hatte mit einem Laserpointer herumgespielt.
Polizeikommissar Udo Lehde fühlt sich mehr und mehr in die Enge getrieben. In seiner Not kidnappt er Vitali Doroshenko. Lenski und Raczek sind ihm bereits auf der Spur und versuchen, ihn zum Aufgeben zu bewegen. Am Telefon erklärt er, dass er nicht mehr zurück könne. Nachdem er sich mit Doroshenko eingelassen hatte, fing dieser an, ihn unter Druck zu setzen. Seine Familie sei daher in Gefahr. Deshalb wollte er seine junge Kollegin an der Verfolgung des Wagens hindern, doch sie sei einfach losgefahren. Lenski verspricht, ihm zu helfen, doch er ist davon überzeugt, dass Doroshenko, solange er lebt, ihn jagen und sich rächen würde. Nachdem dieser ihm zusätzlich droht, verliert er die Nerven und er erschießt Doroshenko. Als Lenski und Raczek eintreffen, nehmen sie Lehde fest.

## Hintergrund
Der Film wurde vom 1. Oktober 2015 bis zum 31. Oktober 2015 gedreht.
Die Drehs fanden in Frankfurt (Oder), in Słubice und der Umgebung von Świecko in Polen statt. Die Rolle der Basset-Hündin Speedy, die Wolles Frühstücksbrot verspeist, wurde von Antonia übernommen.

## Rezeption

### Einschaltquoten
Die Erstausstrahlung von Der Preis der Freiheit am 17. April 2016 wurde in Deutschland von 7,59 Millionen Zuschauern gesehen und erreichte einen Marktanteil von 21,1 % für Das Erste.

### Kritiken
Roger Tell von tittelbach.tv schreibt: „Eine wenig originelle Autoschiebergeschichte, zu viele Themen und ein Ermittler-Duo, das (noch) nicht so recht zusammen passen will, bietet der neue ‚Polizeiruf 110 – Der Preis der Freiheit‘ des rbb. Zu schnell ahnt man, um was es in Wahrheit hier geht. Schade, denn aus der erzählerisch spannenden Region des deutsch-polnischen Grenzbereichs wäre mehr herauszuholen, auch wenn Stephan Ricks Inszenierung die Atmosphäre und Lebenssituation der Menschen in diesem Landstrich ansprechend einfängt.“
Auch die Kritiker von TV Spielfilm geben den Daumen nur gerade und meinen: „Ein solider Krimi rund ums Oberthema Familie, der das deutsch-polnische Szenario aber etwas verschenkt und dessen dramatisches Finale nur wenig überzeugt.“

„Regisseur Stephan Rick […] findet zwar starke Bilder: Unheilvoll brettern die Autos durch die Nacht, schwer hängt der Nebel über der Oder-Landschaft. […] Aber wenn sich dieser Nebel lichtet, dann offenbaren sich dem Zuschauer eben auch keine wirklich neuen Erkenntnisse. Die massiven gesellschaftlichen Umbrüche, die Polen seit geraumer Zeit in Atem halten, bleiben in diesem 'Polizeiruf' indes außen vor. Dabei könnten die beiden eigentlich so risikofreudigen Hauptdarsteller Maria Simon und Lucas Gregorowicz gute Scouts sein, um den Zuschauer in dieses so nahe, so ferne Land zu führen. Entschuldigung, wir wiederholen uns: Da geht noch mehr. Wir bleiben dran.“